# الجزولي دفع الله
الجزولي دفع الله ولد عام 1935 بقرية الدناقلة ريفي حنتوب ،التي تبعد حوالي 10 كم عن قرية الشبارقة.
كان رئيس وزراء الحكومة الانتقالية لجمهورية السودان في الفترة من 22 أبريل 1985 حتى 15 ديسمبر 1985 م.

## تعليمه
تلقي تعليمه الأولي بالدناقلة ، درس القران على يد عبد الله عبد الباقي من المسيكتاب، تخرج في كلية الطب جامعة الخرطوم عام 1959 م ونال عضوية كلية الأطباء الملكية بلندن عام 1969 م وزمالة كلية الأطباء الملكية عام 1985 م وبعث إلى اليابان عام 1980 حيث تخصص في مناظير الجهاز الهضمي وسرطان المعدة.
عمل طبيبا متخصصا للباطنية بمستشفى القضارف ومتخصصا بمستشفى بحري[ ؟ ] ،ثم شغل منصب سكرتير جبهة الهيئات ابان ثورة أكتوبر 1964 ، بمدينة رفاعة وضواحيها.وشارك في العديد من المؤتمرات والسمنارات الطبية الداخلية والخارجية. كما شغل منصب نقيب الأطباء خلال الفترة (1982 – 1985) ورئيس الجمعية الطبية السودانية.

## دورة في انتفاضة 1985
شارك في انتفاضة مارس-أبريل 1985 والتي أطاحت بحكم الرئيس جعفر نميري .
بعد انتفاضة 6 أبريل 1985 م تم اختياره رئيسا للوزراء في الحكومة الانتقالية (1985 – 1986)